# Enceinte sans fil

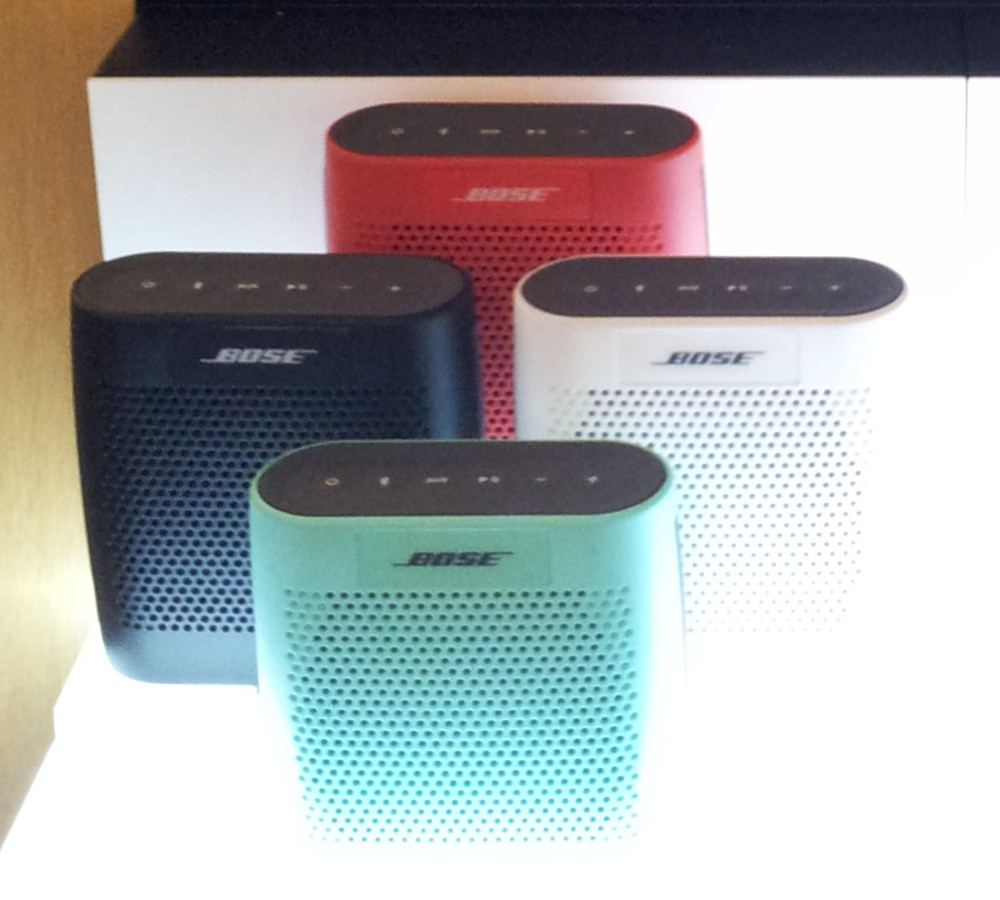
Enceintes Bose SoundLink.

Une enceinte sans fil est une caisse dans laquelle sont fixés un ou plusieurs haut-parleurs qui reçoivent un signal audio sans liaison filaire, utilisant les ondes radios, principalement via les technologies du Wi-Fi, du Bluetooth, de la UHF longue portée, mais aussi la liaison Kleer, A2DP ou DLNA.  Parfois accompagnée d'un amplificateur intégré, ce type d'enceinte se connecte avec des sources audio, comme un smartphone ou un ordinateur, par une procédure d'appairage (on dit alors que les deux appareils sont appairés). 
Les enceintes sans fil peuvent être à usage mobile (matériel qui privilégie la puissance sonore et la portée d'écoute) ou audiophile (enceinte qui minimise les interférences et améliore le rendu des basses, point faible de ces petites enceintes).
L'appairage entre l'appareil émetteur et l'enceinte doit se faire à proximité directe. Les enceintes Wi-Fi ont une portée du signal de plus de 30 mètres dans un espace sans murs ni obstacles, une diffusion multi-pièces (multiroom) et pas de compression du signal audio, rendant un son proche de la qualité Hi-Fi. Les enceintes bluetooth ont une portée de la transmission limitée à 10 mètres, un mode de connexion qui ne permet pas d’alimenter plus de deux enceintes simultanément et un son compressé avec un débit du flux audio limité à quelque 350 kbit/s, les protocoles A2DP et aptX (en) permettant de se rapprocher de la qualité de son CD.

## Enceintes hybrides
Les enceintes hybrides sont des enceintes sans fil connectées. Paramétrées, elles peuvent être configurées pour streamer directement du contenu depuis internet via le réseau Wi-Fi. Autonomes, une fois paramétrées elles sont munis de boutons ou touches tactiles leur permettant de diffuser un contenu streamé. En 2016, une nouvelle génération d'enceinte hybride est commercialisée notamment par Invoxia avec Triby, une enceinte radio doublée d'un téléphone IP fonctionnant avec une application.